# ジャメル・メスバフ
ジャメル・エディン・メスバフ（جمال مصباح ,Djamel Eddine Mesbah, 1984年10月9日 - ）は、アルジェリア・コンスタンティーヌ県ジグード・ユーセフ出身の同国代表の元サッカー選手。現役時代のポジションはDF、MF。メスバーとも表記される。

## 経歴

### スイス
メスバフはフランスのUSアヌシー＝ル＝ヴューでキャリアを始め、2001年にセルヴェットFCにスカウトされた。2003-04シーズンからトップチームに昇格し、11試合3得点を記録した。
2004年夏、クラブが財政難に直面していたためにFCバーゼルへ移籍した。ここでは、主に控えとして起用され11試合1得点を記録。2006年1月に、当時リーグ・ドゥのFCロリアンへ貸し出されたがデビュー前に負傷したため出番がなかった。2006年夏に2部のFCアーラウと契約を結ぶ。2年在籍中は主にレギュラーとしてプレーした。2008年7月1日にFCルツェルンへと移籍したが、ほとんどがベンチスタートで僅か出場6試合に終わった。

### イタリア
2008年9月1日、メスバフのキャリアの中で最初のイタリアのクラブとなるUSアヴェッリーノと契約を結んだ。2009年7月USレッチェに加入。レッチェでは、左SHや中央, 左SBとプレーした。そのユーティリティープレイヤーとしての能力にイタリアの複数のクラブから関心を寄せられることとなった。
2012年1月18日、レッチェを去り名門ACミランに加入することが発表された。次の日にミラン側は、移籍金を明らかにしなかったが4年契約を結んだことを発表した。2011-12シーズンのコッパ・イタリア準々決勝SSラツィオ戦でスタメンフル出場し、デビュー戦を勝利で飾った。続く準決勝ユヴェントスFC戦で1-1と引き分けている中で初得点を挙げ、一旦は勝ち越したもののロスタイムに返され2-2で引き分けた。2試合合計3-4となったため決勝進出を逃した。
2013年1月25日、パルマFCに完全移籍した。2014年1月29日からシーズン終了までの半年間、ASリヴォルノ・カルチョに期限付き移籍した。
2014年9月1日、フアン・アントニオとの交換トレードという形でUCサンプドリアに移籍した。

### 代表
スイスのクラン・モンタナで行われる2010 FIFAワールドカップへ向けてのキャンプにラバー・サーダヌ監督に招集された。2週間後の2010年5月28日、アイルランドとの親善試合でアルジェリア代表デビューをした。最終的にワールドカップのメンバー23人に選ばれた。

## 代表歴

### 出場大会
- アルジェリア代表
  - 2010 FIFAワールドカップ
  - 2014 FIFAワールドカップ

### 試合数
- 国際Aマッチ 35試合 1得点（2010年-2017年）[10]

| アルジェリア代表 | 国際Aマッチ | 国際Aマッチ |
| 年               | 出場        | 得点        |
| ---------------- | ----------- | ----------- |
| 2010             | 5           | 0           |
| 2011             | 4           | 0           |
| 2012             | 6           | 0           |
| 2013             | 10          | 0           |
| 2014             | 8           | 1           |
| 2015             | 1           | 0           |
| 2016             | 0           | 0           |
| 2017             | 1           | 0           |
| 通算             | 35          | 1           |